# Брекенриџ (Минесота)
Брекенриџ (енгл. Breckenridge) град је у америчкој савезној држави Минесота.

## Демографија
По попису из 2010. године број становника је 3.386, што је 173 (-4,9%) становника мање него 2000. године.
| Група             | 2000.         | 2010.         |
| Белци             | 3.427 (96,3%) | 3.196 (94,4%) |
| Афроамериканци    | 5 (0,1%)      | 7 (0,2%)      |
| Азијати           | 6 (0,2%)      | 14 (0,4%)     |
| Хиспаноамериканци | 61 (1,7%)     | 86 (2,5%)     |
| Укупно            | 3.559         | 3.386         |